# Lotteriefonds
Der Lotteriefonds ist ein Fonds, aus dem die Regierungen der Schweizer Kantone kulturelle, sportliche oder wohltätige Organisationen unterstützen.
Die Lotteriefonds sind kantonal organisiert und beziehen ihre finanziellen Mittel aus dem Reingewinn der Landeslotterie. Rund 55 % der Lotto-Spieleinsätze werden an Gewinner ausgezahlt, die restlichen Beträge decken die Betriebskosten der Lotterie beziehungsweise werden gemäss einem Verteilschlüssel an die Kantone weitergeleitet, denn diese besitzen das eigentliche Lotteriemonopol. Im Kanton Basel-Landschaft zum Beispiel fliessen 78 % des diesem Kanton zugeteilten Landeslotterie-Reingewinns in den Lotteriefonds.
In aller Regel geht das Geld an Projekte, die im eigenen Kanton durchgeführt werden. Die Unterstützungen sind nicht von regelmässiger Natur, aber sie können, einmal genehmigt, stückweise ausbezahlt werden. Beiträge an die Betriebskosten einer Institution oder für das Gründungskapital werden nicht gewährt. Prinzipiell kann aber jede Person ein Gesuch stellen, zum Beispiel um einen Beitrag für die Veröffentlichung eines selbstgeschriebenen Romans. Projekte können nur unterstützt werden, wenn deren Realisation zum Zeitpunkt der Gesuchstellung noch nicht begonnen hat. Nach- und Restfinanzierungen wie Defizitübernahmen finden nicht statt.
In einigen Kantonen wurden die Verwendungszwecke eigenmächtig erweitert, obwohl die Bundesverfassung klar formuliert: „Die Kantone stellen sicher, dass die Reinerträge aus den Spielen […] vollumfänglich für gemeinnützige Zwecke, namentlich in den Bereichen Kultur, Soziales und Sport, verwendet werden.“ Erwähnt wurden diesbezüglich die Kantone Aargau, Thurgau, Zug und Luzern. Oft erscheinen die Ausgaben des Lotteriefonds nicht in einem öffentlich zugänglichen Budget, oder die Regierung entscheidet in eigener Kompetenz wie im Kanton Luzern. Im Kanton Waadt werden im Gegensatz dazu die Gelder von unabhängigen Stiftungen vergeben.
Hohe Millionen-Beiträge hatten in den letzten Jahren etwa das Paul Scherrer Institut, die Genossenschaft Konzert und Theater St. Gallen und die Stiftung Stapferhaus erhalten.
Die Kantone, die in der Schweiz als einzige Lotterien betreiben dürfen, haben bis heute Gesuche von Greenpeace, Pro Natura und WWF um die Einrichtung einer eigenen Lotterie abgelehnt.